# Понс V де Полиньяк
Понс V де Полиньяк (Pons V de Polignac) (ок.1210 — 3 июня 1248/51) — виконт Полиньяка с не позднее чем 1223 года.
Сын Понса IV де Полиньяка и его жены Альсинуа (Альмовис), которая по мнению Шаброна происходила из рода сеньоров де Монлор (Chabron, Gaspard. (1625) Histoire de la maison de Polignac).
Упоминается в нескольких хартиях вместе с епископом Ле-Пюи-ан-Веле Этьеном де Шалансоном.
Продал сеньорию Прад (Prades) Понсу де Монлору — своему родственнику.
В июле 1248 года сопровождал короля Людовика IX в Палестину. В хартии 1251 года указан как умерший.
Жена (брачный контракт от 22 октября 1223 года) — Аликс де Тренель (ум. 16 августа 1248 года), дочь Гарнье III, сеньора де Тренель и де Мариньи, и Агнес де Мелло. И жених, и невеста в то время были ещё детьми.
Дети:
- Арман V (р. после 1233, ум. 1273), виконт де Полиньяк.
- Агнесса, с 1245 года жена Эракля де Монлора.
- два сына, о которых, кроме их существования, ничего не известно, в хартии 1272 года указаны как умершие.